# Ivana Nadal
Ivana Antonella Nadal (Villa Devoto, Buenos Aires; 20 de diciembre de 1990) es una modelo, presentadora de televisión y actriz argentina. Adquirió popularidad en 2014 tras ser la coconductora del programa Escape perfecto emitido por Telefe. Luego, pasó a conducir otros programas de Telefe como ¡Boom!, La peña de Morfi y Juguemos en el bosque. 

## Biografía
Es hija de Claudia Alejandra Pandullo y Alejandro Nadal, quien es peluquero. Sus padres se separaron cuando ella tenía un año, y desde entonces su padre la crio solo hasta los cinco años. Después, se mudó con su madre hasta los nueve y desde los nueve hasta los diecinueve años volvió a vivir con su padre. Tiempo después, se mudó sola a Belgrano. Nadal reveló que «Me llevo mucho mejor con mi padre. Con mi mamá tengo una relación hasta ahí, de poco diálogo. Opino muy diferente a ella en un montón de cosas, entonces al tener esas diferencias es mejor que cada una haga su vida». Tiene dos medio hermanos por parte de una antigua relación de su madre.

## Carrera profesional
A la edad de catorce años, Nadal comenzó a recibir propuestas de diversas agencias para trabajar como modelo. Su primer trabajo profesional fue cuando realizó una campaña para el diseñador Roberto Giordano. Luego de haber realizados diversas campañas, Ivana decide firmar un contrato con Multitalent Agency, para la cual realizó publicidades, campañas y desfiles. A partir del 2010, trabajó como promotora realizando varios PNT en el programa Showmatch presentado por Marcelo Tinelli.
En 2011, la agencia le informó de un casting para conducir un programa y fue contratada por la cadena Sun Channel para conducir el programa Golf turismo de lujo junto a Natalia Botti, en el cual mostraban los campos de golf más exclusivos de Sudamérica, que se estrenó el 19 de mayo del mismo año. En 2012, fue convocada por TyC Sports para participar como notera y luego como panelista de la segunda temporada del programa de entretenimientos, Tiempo Extra junto a Diego Díaz, El Pollo Álvarez y Quique Feldman. En diciembre de 2014, el programa llegó a su finalización luego de tres temporadas al aire.
A comienzos de 2014, Nadal fue convocada por Telefe para ser la coconductora junto al Chino Leunis del programa de concursos Escape perfecto, la versión argentina del formato israelí denominado como Kluv Hazahav. El programa duró tres temporadas al aire desde el 3 de junio de 2014 hasta el 26 de marzo de 2016.
En enero de 2015, Telefe decidió extender el contrato de Nadal en el canal y formó parte del programa ¡Boom! junto a su compañero de Escape perfecto, el Chino Leunis. ¡Boom! tuvo su estreno el 23 de septiembre de ese año y culminó el 6 de enero de 2016. Poco después, realizó su debut cinematográfico con la película Locos sueltos en el zoo estrenada el 9 de julio de 2015, donde interpretó a Ivana, la amiga de Barbie, personaje interpretado por Karina Jelinek.
En marzo de 2016, se confirmó que Nadal sería parte de un nuevo programa producido por Telefe denominado Juguemos en el bosque junto a Diego Korol y Pichu Straneo, en el cual personificó a Caperucita roquera. El programas tuvo su estreno el 15 de enero de 2017 obteniendo un buen promedio de audiencia. El 27 de abril de 2016, se informó que Nadal remplazaría a Carina Zampini en la conducción de los domingos en La peña de Morfi, programa derivado de Morfi, todos a la mesa, junto a Gerardo Rozín. Ese mismo mes, Ivana declaró en una entrevista televisiva que realizaría una participación especial en la sitcom Loco por vos emitida por la pantalla de Telefe. En ella interpretó a Margarita, una empleada bancaria que debió darles malas noticias a Pablo (Juan Minujín) y Nati (Julieta Zylberberg).
En julio de 2016, Nadal realizó una participación especial en la remake de La peluquería de don Mateo, protagonizada por Marley, Florencia Peña y Jey Mammón. Allí interpretó a la mucama de Marley. En agosto de ese año, fue llamada para reemplazar a Zaira Nara en la coconducción de cinco programas del magazine culinario Morfi Café de Telefe. En octubre de 2016, se anunció que Ivana debutaría como conductora de radio en el programa Nuevos aires junto al periodista Pedro Paulin en la mañana de Radio Rivadavia.
En enero de 2017, se anunció que Ivana abandonaría la coconducción de La peña de Morfi, debido a que pasó a formar parte del personal de Juguemos en el bosque y al ser una de las especialistas del programa Despedida de solteros, ambas producciones emitidas por Telefe. A la vez, Ivana fue convocada por Radio Uno para conducir el programa Ruta 1 junto a los periodistas David Kavlin y Monchi Balestra.

## Vida personal
En una entrevista de 2013, Ivana reveló que estuvo en pareja durante cuatro años con Hernán Rey, pero a fines de 2014, la relación finalizó por motivos desconocidos. En abril de 2016, Nadal confirmó su reconciliación con Rey, tras varios rumores desencadenados a principios de ese mismo año y de que él había filtrado sus fotos,  pero en junio del mismo año, se conoció que Nadal y Rey nuevamente ya no estaban juntos.
En febrero de 2015, Nadal inició una relación amorosa con el periodista deportivo y también su excompañero de Tiempo Extra, el Pollo Álvarez. En septiembre del mismo año, confirman que tras seis meses de relación se habían separados debido a una crisis.
En marzo de 2016 se filtraron fotografías comprometedoras de Ivana Nadal por medio de la red social de WhatsApp, las fotos fueron obtenidas desde su celular, el cual fue hackeado. Nadal respondió en una entrevista televisiva con el programa Intrusos en el espectáculo que: «Yo sé perfectamente a quien se lo mandé, eran para un amigo, que nos conocíamos desde la primaria. Fuimos novios cuatro años y medio y nos separamos. Ahora estamos retomando la relación». Y también agregó que: «Yo pasé cosas mucho más duras pero quedan dentro de mi casa y las superé. No le quiero dar importancia a esto pero es horrible».

## Controversias respecto a la salud mental
Nadal ha sido repudiada por alegar que todas las enfermedades tienen un origen emocional. Así, ha afirmado que la depresión, la ansiedad y el estrés pueden curarse dejando ir los problemas y dolores que carecen de solución. Esta posición ha sido criticada por relativizar la importancia a las enfermedades mentales y ha sido caracterizada como insensible, aunque la modelo sostiene que se trata de una tergiversación. En este lineamiento, también ha sostenido que las emociones tienen la capacidad de fortalecer o debilitar el sistema inmunológico, evitando o permitiendo el contagio de enfermedades físicas, como el COVID-19. Durante la pandemia de coronavirus, se ha mostrado crítica respecto de la efectividad de las vacunas y a las medidas sanitarias del gobierno argentino, como el uso obligatorio de barbijo y el aislamiento obligatorio. Ha calificado estas medidas de engañosas, contraproducentes e inconstitucionales y ha llegado a negar la propia existencia de una pandemia. Esto ha sido caracterizado repetidas veces como un llamamiento a la desobediencia de las antedichas medidas.

## Filmografía

### Cine
| Año  | Título                  | Papel | Director    |
| ---- | ----------------------- | ----- | ----------- |
| 2015 | Locos sueltos en el zoo | Ivana | Luis Barros |

### Televisión
| Año       | Título                            | Papel              | Notas                           |
| --------- | --------------------------------- | ------------------ | ------------------------------- |
| 2011      | Golf turismo de lujo              | Conductora         |                                 |
| 2012-2014 | Tiempo extra                      | Notera / Panelista |                                 |
| 2014-2016 | Escape perfecto                   | Coconductora       |                                 |
| 2015-2016 | ¡Boom!                            | Coconductora       |                                 |
| 2016      | La peña de Morfi                  | Coconductora       |                                 |
| 2016      | La peluquería de don Mateo        | Mucama             |                                 |
| 2016      | Morfi Café                        | Coconductora       | Reemplazo temporal, 5 programas |
| 2016      | Loco por vos                      | Margarita          | Episodio: «Pablo está muerto»   |
| 2017      | Juguemos en el bosque             | Caperucita roquera |                                 |
| 2017      | Despedida de solteros             | Especialista       |                                 |
| 2017      | Vamos a pasarla bien              | Coconductora       |                                 |
| 2017      | Stop and Go                       | Coconductora       |                                 |
| 2017-2018 | Arroban, fútbol show              | Coconductora       |                                 |
| 2017      | Locos por el fútbol               | Coconductora       |                                 |
| 2018-2019 | Tres arriba                       | Coconductora       |                                 |
| 2018      | Cien días para enamorarse         | Malena             |                                 |
| 2018      | La voz Argentina: MTV After Hours | Conductora         |                                 |
| 2019      | Rugby Time                        | Conductora         |                                 |
| 2020      | Bendita                           | Panelista          |                                 |

## Radio
| Año  | Título       | Rol        | Emisora         |
| ---- | ------------ | ---------- | --------------- |
| 2016 | Nuevos aires | Conductora | Radio Rivadavia |
| 2017 | Ruta 1       | Conductora | Radio Uno       |
| 2021 | Eunoia       | Conductora | House Radio     |

## Premios y nominaciones
| Año  | Organización               | Categoría                          | Trabajo               | Resultado | Ref(s) |
| ---- | -------------------------- | ---------------------------------- | --------------------- | --------- | ------ |
| 2016 | Premios Los Más Clickeados | Famosos con más rating en internet | Ella misma            | Ganadora  | [ 39 ] |
| 2018 | Premios Martín Fierro      | Mejor Panelista                    | Despedida de solteros | Nominada  | [ 40 ] |